# Домошу
Домошу (рум. Domoșu) — село у повіті Клуж в Румунії. Входить до складу комуни Синкраю.
Село розташоване на відстані 357 км на північний захід від Бухареста, 44 км на захід від Клуж-Напоки.

## Населення
За даними перепису населення 2002 року у селі проживали 206 осіб.
Національний склад населення села:
| Національність | Кількість осіб | Відсоток |
| -------------- | -------------- | -------- |
| угорці         | 173            | 84,0%    |
| румуни         | 33             | 16,0%    |

Рідною мовою назвали:
| Мова      | Кількість осіб | Відсоток |
| --------- | -------------- | -------- |
| угорська  | 173            | 84,0%    |
| румунська | 33             | 16,0%    |